# Mesoleius lindemansi
Mesoleius lindemansi är en stekelart som beskrevs av Teunissen 1953. I den svenska databasen Dyntaxa används istället namnet Mesoleius antennator. Mesoleius lindemansi ingår i släktet Mesoleius och familjen brokparasitsteklar. Arten är reproducerande i Sverige. Inga underarter finns listade i Catalogue of Life.